# Зелёный пилорыл
Зелёный пилорыл (лат. Pristis zijsron) — вид рыб рода пилорылов семейства пилорылых скатов отряда пилорылообразных. Эти скаты обитают в тропических прибрежных водах Индо-Тихоокеанской области между 30 ° с. ш. и 37 ° ю. ш. Встречаются на глубине свыше 70 м, заплывают в солоноватые и пресные воды. Максимальная зарегистрированная длина 730 см. Длинный плоский вырост рыла зелёных пилорылов обрамлён по бокам зубцами одинаковой величины и имеет сходство с пилой. Внешне пилорылы больше похожи на акул, чем на скатов. У них удлинённое тело, имеются 2 спинных плавника и хвостовой плавник с развитой верхней лопастью.
Подобно прочим пилорылым скатам зелёные пилорылы размножаются яйцеживорождением. Эмбрионы развиваются в утробе матери, питаясь желтком. Рацион состоит из донных беспозвоночных и мелких рыб. Вид находится на грани исчезновения.

## Таксономия
Впервые вид был научно описан в 1851 году ихтиологом Питером Блекером, который находился в то время на о. Ява. Рострум длиной 99,1 см, принадлежащий особи, пойманной в водах о. Борнео, был сохранён в качестве образца. В настоящее время он хранится в коллекции Лейденский центр Биоразнообразия.
Скатов, принадлежащих к роду пилорылов условно разделяют на две группы с крупными и мелкими зубцами «пилы». Пилорылы с мелкими зубьями образуют комплекс видов Pristis pectinata (P. clavata, P. pectinata и P. zijsron), а с крупными — комплекс Pristis pristis (P. microdon, P. perotteti и P. pristis), который нуждается в дальнейших таксономических исследованиях. Вероятно, пилорылы с мелкими зубцами являются не отдельными видами, а подвидами либо представителями субпопуляций одного и того же вида, имеющего глобальное распространение. Генетически доказано существование трёх основных клад (Атлантической, Индо-Тихоокеанской и восточно-Тихоокеанской), однако они не соответствуют текущим ареалам видов пилорылов, относящихся к группе с мелкими зубцами.

## Ареал
Зелёные пилорылы широко распространены в тропических водах Индийского и западной части Тихого океанов: вдоль побережья Южной Африки, в Красном море, В Персидском заливе, у берегов Южной Азии, Индо-Австралийского архипелага и Восточной Азии вплоть до Тайваня и юга Китая. Среди всех пилорылов этот вид наиболее терпим к прохладной воде. Например, в водах Австралии зелёные пилорылы попадаются у Сиднея, тогда как ареал прочих заканчивается гораздо севернее. В Красном море и в Персидском заливе эти пилорылы в прежние времена были довольно многочисленны, как у и северно-западного побережья Австралии. В настоящее время их можно встретить у берегов Бахрейна, Эритреи, Индонезии, Папуа — Новой Гвинеи, Кении, Малайзии, Катара, Судана, Тимор-Лесте и ОАЭ. Вероятно, они полностью исчезли из прежних мест обитания, расположенных в водах Маврикия, ЮАР и Таиланда. Эти рыбы держатся в прибрежных водах и эстуариях рек на мелководье, хотя иногда встречаются на глубине свыше 70 м. В заливе Карпентария была поймана самка зелёного пилорыла, 27 лет прожившая в пресной воде на глубине менее 1 м в пределах двухсотметровой береговой линии, покрытой мангровыми зарослями. Другая особь была обнаружена на Северной Территории в пресной воде в 240 км от моря.

## Описание
Удлинённый плоский рострум зелёного пилорыла по обе стороны усеян зубовидными выростами. Он покрыт электрорецепторами, улавливающими малейшее движение потенциальной добычи, зарывшейся на дне. Зубья крепко и глубоко закреплены в твёрдой хрящевой ткани и не отрастают заново, будучи повреждены. У зелёных пилорылов самый длинный рострум среди сородичей — его длина достигает 166 см. С каждой стороны его покрывают от 23 до 37 (в среднем 25—34) пар зубцов с каждой стороны.
У зелёного пилорыла немного уплощённое длинное тело. Рот, ноздри и жаберные щели, как и прочих скатов, расположены на вентральной поверхности. Во рту имеются небольшие зубы. Позади мелких глаз расположены брызгальца, которые прокачивают воду через жабры и позволяют скатам неподвижно лежать на дне. Анальный плавник отсутствует. Кожа покрыта плакоидной чешуёй.  Имеются 2 довольно крупных спинных плавника примерно одинакового размера, широкие грудные и уступающие им по размеру брюшные плавники треугольной формы, хвостовой плавник с развитой верхней лопастью.
От азиатских пилорылов зелёные пилорылы отличаются более многочисленными и заострёнными ростральными зубцами (23—37 пары против 18—25), чешуёй, покрывающей всё их тело и отсутствием развитой нижней лопасти хвостового плавника.  От квинслендских пилорылов их отличает форма рострума (более узкое основание и менее сужающийся конец), количество ростральных зубов, которое у первых не превышает 23 пары и отсутствие нижней лопасти хвостового плавника, а также крупный размер (7,3 м против 3,1 м).
Зелёные пилорылы внешне схожи с гребенчатыми, от которых отличаются позицией основания первого спинного плавника (сдвинута назад относительно основания брюшных плавников), формой рострума (более узкое основание и менее сужающийся конец), а также расстоянием между двумя последними латеральными зубцами одной стороны, которая в существенно (в 4—8 раз против 2—4 раз) превышает расстояние между первыми зубцами. Кроме того, у них больше ростральных зубцов, а дорсальная поверхность тела часто имеет зеленоватый оттенок, в то время как гребенчатые пилорылы окрашены в коричневатый или серо-голубой цвет. Рострумы очень молодых особей обоих видов очень похожи.
От атлантических пилорылов зелёные пилорылы отличаются большим количеством ростральных зубцов (23—37 пар против 14—23), формой рострума ( более узкое основание и менее сужающийся конец), позицией первого спинного плавника, отсутствием развитой нижней лопасти хвостового плавника,  менее коренастым телом и в целом меньшим весом, кроме того, их ареалы не пересекаются.
Внешних различий между мелкозубыми и зелёными пилорылами нет, у них лишь разные ареалы, кроме того, последние реже попадаются в пресной воде.
Дорсальная поверхность тела от оливкового до зелёно-коричневого цвета, бока желтоватые, а брюхо кремово-белое. Ростральные зубцы обычно окрашены в бледно-кремовый или жёлтый цвет, контрастирующий с тёмно-окрашенной поверхностью рострума. Глаза серого или серебристого цвета с чёрными зрачками. Дорсальные плавники грязного серо-жёлтого цвета. Максимальная зарегистрированная длина составляет 7,3 м, вероятно это самый медленнорастущий представитель своего семейства.

## Биология
Зелёные пилорылы — это донные рыбы, питающиеся ракообразными, моллюсками и мелкой рыбой. С помощью рыла в поисках пищи они вскапывают грунт, ранят им жертву, а также обороняются от немногочисленных естественных врагов, которыми являются акулы, например, тигровые и тупорылые, и крокодилы. Их «пила» усеяна электрорецепторами, помогающими обнаруживать добычу в мутной воде.
Подобно прочим пилорылым скатам зелёные пилорылы размножаются яйцеживорождением. Оплодотворение внутреннее, эмбрионы развиваются в утробе матери и питаются желтком. Эти скаты медленно растут и созревают. Длина новорождённых 60—108 см, вероятно, они появляются на свет хвостом вперёд. Их ростральные зубцы покрыты оболочкой и достигают окончательного размера по отношению к роструму только после родов. Роды происходят во время сезона дождей. Самцы и достигают половой зрелости при длине около 4,3 м.
На зелёных пилорылах паразитируют разные виды цестод, в том числе Pterobothrium acanthotruncatum и Pterobothrium australiense.

## Взаимодействие с человеком
Вопреки мифам пилорылы не представляют опасности для человека. Однако учитывая крупный размер и острые зубья рострума, с этими рыбами следует соблюдать осторожность.
Пилорылы долгое время были объектом коммерческого промысла. Мясо этих рыб, особенно плавники, которые являются ингредиентом знаменитого супа, высоко ценится. Жир печени используют в народной медицине. Цена за рострум может достигать 1000 долларов и более. Зазубренный рострум делает их очень уязвимыми — они могут запутаться в сетях и мусоре, плавающем в воде. Применение в австралийских водах устройств, препятствующих отлову морских черепах позволило снизить численность случайно гибнущих пилорылов. Международный союз охраны природы присвоил виду охранный статус «На грани исчезновения». С 2007 года торговля всеми видами пилорылых скатов, в том числе их плавниками, мясом, органами, кожей, рострумом и ростральными зубьями, находится под запретом. 